# Niacinski receptor 1
Niacinski receptor 1, takođe poznat kao NIACR1 ili GPR109A, je protein koji je kod čoveka kodiran NIACR1 genom.

## Funkcija
receptor ima visok afinitet za nikotinsku kiselinu (niacin). On je član grupe GPCR receptora nikotinske kiseline (drugi član je ).
GPR109A je Gi / Go protein-spregnuti receptor.

## Klinički značaj
Za GPR109A se smatra da je biomolekulska meta niacina, koji je široko propisivani lek za tretman dislipidemije, i za povišenje nivoa HDL holesterola. Terapeutski učinak niacina je ograničen ispiranjem. Kod GPR109A nokaut miševa, efekti nijacina na lipide i ispiranje su eliminisani. Kod arestin beta 1 nokaut miševa, niacinski efekat na ispiranje je znatno umanjen dok je njegov uticaj na lipidne promene zadržan.
Precizni mehanizam dejstva niacinskih terapeutskih efekata nije potpuno istražen. Smatra se da on delom deluje putem aktivacije GPR109A, što umanjuje nivoe intracelularnog  i time se inhibira lipolizu adipocitima.  U kontrastu s tim, efekat ispiranja je posledica GPR109A aktivacije  MAP kinaza posredovanog arestinom beta 1. Aktivacija MAP kinaza zatim izaziva oslobađanje prostaglandina D2 iz Langerhanovih ćelija kože.

## Literatura
1. ↑  Takeda S, Kadowaki S, Haga T, Takaesu H, Mitaku S (2002). „Identification of G protein-coupled receptor genes from the human genome sequence”. FEBS Letters. 520 (1-3): 97—101. PMID 12044878. doi:10.1016/S0014-5793(02)02775-8.
2. ↑  „Entrez Gene: GPR109A G protein-coupled receptor 109A”.
3. 1 2 3  Wise A, Foord SM, Fraser NJ, Barnes AA, Elshourbagy N, Eilert M, Ignar DM, Murdock PR, Steplewski K, Green A, Brown AJ, Dowell SJ, Szekeres PG, Hassall DG, Marshall FH, Wilson S, Pike NB (2003). „Molecular identification of high and low affinity receptors for nicotinic acid”. The Journal of Biological Chemistry. 278 (11): 9869—74. PMID 12522134. doi:10.1074/jbc.M210695200.
4. 1 2  Soga T, Kamohara M, Takasaki J, Matsumoto S, Saito T, Ohishi T, Hiyama H, Matsuo A, Matsushime H, Furuichi K (2003). „Molecular identification of nicotinic acid receptor”. Biochemical and Biophysical Research Communications. 303 (1): 364—9. PMID 12646212. doi:10.1016/S0006-291X(03)00342-5.
5. ↑  Pike NB (2005). „Flushing out the role of GPR109A (HM74A) in the clinical efficacy of nicotinic acid”. The Journal of Clinical Investigation. 115 (12): 3400—3. PMC 1297267 . PMID 16322787. doi:10.1172/JCI27160.
6. ↑  Tunaru S, Kero J, Schaub A, Wufka C, Blaukat A, Pfeffer K, Offermanns S (2003). „PUMA-G and HM74 are receptors for nicotinic acid and mediate its anti-lipolytic effect”. Nature Medicine. 9 (3): 352—5. PMID 12563315. doi:10.1038/nm824.
7. ↑  Benyó Z, Gille A, Kero J, Csiky M, Suchánková MC, Nüsing RM, Moers A, Pfeffer K, Offermanns S (2005). „GPR109A (PUMA-G/HM74A) mediates nicotinic acid-induced flushing”. The Journal of Clinical Investigation. 115 (12): 3634—40. PMC 1297235 . PMID 16322797. doi:10.1172/JCI23626.
8. 1 2  Walters RW, Shukla AK, Kovacs JJ, Violin JD, Dewire SM, Lam CM, Chen JR, Muehlbauer MJ, Whalen EJ, Lefkowitz RJ (2009). „beta-Arrestin1 mediates nicotinic acid-induced flushing, but not its antilipolytic effect, in mice”. The Journal of Clinical Investigation. PMID 19349687. doi:10.1172/JCI36806.
9. ↑  Zhang Y, Schmidt RJ, Foxworthy P, Emkey R, Oler JK, Large TH, Wang H, Su EW, Mosior MK, Eacho PI, Cao G (2005). „Niacin mediates lipolysis in adipose tissue through its G-protein coupled receptor HM74A”. Biochemical and Biophysical Research Communications. 334 (2): 729—32. PMID 16018973. doi:10.1016/j.bbrc.2005.06.141.
10. ↑  Richman JG, Kanemitsu-Parks M, Gaidarov I, Cameron JS, Griffin P, Zheng H, Guerra NC, Cham L, Maciejewski-Lenoir D, Behan DP, Boatman D, Chen R, Skinner P, Ornelas P, Waters MG, Wright SD, Semple G, Connolly DT (2007). „Nicotinic acid receptor agonists differentially activate downstream effectors”. The Journal of Biological Chemistry. 282 (25): 18028—36. PMID 17452318. doi:10.1074/jbc.M701866200.
11. ↑  Tang Y, Zhou L, Gunnet JW, Wines PG, Cryan EV, Demarest KT (2006). „Enhancement of arachidonic acid signaling pathway by nicotinic acid receptor HM74A”. Biochemical and Biophysical Research Communications. 345 (1): 29—37. PMID 16674924. doi:10.1016/j.bbrc.2006.04.051.

## Spoljašnje veze
- „Nicotinic Acid Receptor Family: GPR109A”. IUPHAR Database of Receptors and Ion Channels. International Union of Basic and Clinical Pharmacology.